# Liste der Bodendenkmäler in Waldmünchen
Auf dieser Seite sind die Bodendenkmäler in der Oberpfälzer Stadt Waldmünchen zusammengestellt. Diese Tabelle ist eine Teilliste der Liste der Bodendenkmäler in Bayern. Grundlage ist die Bayerische Denkmalliste, die auf Basis des Bayerischen Denkmalschutzgesetzes vom 1. Oktober 1973 erstmals erstellt wurde und seither durch das Bayerische Landesamt für Denkmalpflege geführt wird. Die folgenden Angaben ersetzen nicht die rechtsverbindliche Auskunft der Denkmalschutzbehörde.

## Bodendenkmäler in Waldmünchen

### Bodendenkmäler in der Gemarkung Albernhof
| Lage                 | Objekt                                                                                 | Akten-Nr.     | Bild |
| -------------------- | -------------------------------------------------------------------------------------- | ------------- | ---- |
| Albernhof (Standort) | Spätpaläolithische und mesolithische Freilandstation.                                  | D-3-6641-0061 |      |
| Albernhof (Standort) | Spätpaläolithische und mesolithische Freilandstation.                                  | D-3-6641-0062 |      |
| Albernhof (Standort) | Spätpaläolithische und mesolithische Freilandstation.                                  | D-3-6641-0095 |      |
| Albernhof (Standort) | Mesolithische Freilandstation.                                                         | D-3-6641-0096 |      |
| Albernhof (Standort) | Mesolithische Freilandstation.                                                         | D-3-6641-0097 |      |
| Albernhof (Standort) | Mesolithische Freilandstation.                                                         | D-3-6641-0099 |      |
| Albernhof (Standort) | Mittelalterliches und frühneuzeitliches Goldabbaurevier mit Gruben, Gräben und Halden. | D-3-6641-0140 |      |

### Bodendenkmäler in der Gemarkung Arnstein
| Lage                | Objekt                             | Akten-Nr.     | Bild |
| ------------------- | ---------------------------------- | ------------- | ---- |
| Arnstein (Standort) | Frühneuzeitliche Wüstung Eben.     | D-3-6542-0008 |      |
| Arnstein (Standort) | Frühneuzeitliche Wüstung Kramberg. | D-3-6642-0044 |      |
| Arnstein (Standort) | Frühneuzeitliche Wüstung Wagenhof. | D-3-6642-0045 |      |

### Bodendenkmäler in der Gemarkung Ast
| Lage           | Objekt | Akten-Nr.     | Bild |
| -------------- | --- | ------------- | ---- |
| Ast (Standort) | Spätpaläolithische und mesolithische Freilandstation, karolingisch-ottonische Siedlung. | D-3-6641-0049 |      |
| Ast (Standort) | Spätpaläolithische und mesolithische Freilandstation. | D-3-6641-0050 |      |
| Ast (Standort) | Spätpaläolithische und mesolithische Freilandstation, karolingisch-ottonische Siedlung. | D-3-6641-0051 |      |
| Ast (Standort) | Mesolithische Freilandstation. | D-3-6641-0052 |      |
| Ast (Standort) | Mesolithische Freilandstation. | D-3-6641-0054 |      |
| Ast (Standort) | Archäologische Befunde des Mittelalters und der frühen Neuzeit im Bereich der Katholischen Pfarr- und Wallfahrtskirche Unsere Liebe Frau in Ast, darunter die Spuren von Vorgängerbauten bzw. älterer Bauphasen. | D-3-6641-0100 |      |
| Ast (Standort) | Spätpaläolithische und mesolithische Freilandstation. | D-3-6641-0162 |      |

### Bodendenkmäler in der Gemarkung Geigant
| Lage               | Objekt | Akten-Nr.     | Bild |
| ------------------ | --- | ------------- | ---- |
| Geigant (Standort) | Archäologische Befunde des Mittelalters und der frühen Neuzeit im Bereich des abgegangenen Schlosses und der abgegangenen Kirche St. Bartholomäus in Geigant. | D-3-6642-0017 |      |

### Bodendenkmäler in der Gemarkung Herzogau
| Lage                | Objekt                                                                            | Akten-Nr.     | Bild |
| ------------------- | --------------------------------------------------------------------------------- | ------------- | ---- |
| Herzogau (Standort) | Mittelalterlicher Burgstall.                                                      | D-3-6642-0005 |      |
| Herzogau (Standort) | Frühneuzeitliche Wüstung Sonnhof.                                                 | D-3-6642-0031 |      |
| Herzogau (Standort) | Archäologische Befunde des abgegangenen frühneuzeitlichen Schlosses in Herzogau.  | D-3-6642-0032 |      |
| Herzogau (Standort) | Archäologische Befunde im Bereich einer abgegangenen frühneuzeitlichen Glashütte. | D-3-6642-0046 |      |
| Herzogau (Standort) | Mittelalterliche Wüstung am Einsiedlerfelsen.                                     | D-3-6642-0077 |      |

### Bodendenkmäler in der Gemarkung Hocha
| Lage             | Objekt                                                | Akten-Nr.     | Bild |
| ---------------- | ----------------------------------------------------- | ------------- | ---- |
| Hocha (Standort) | Spätpaläolithische und mesolithische Freilandstation. | D-3-6642-0006 |      |
| Hocha (Standort) | Spätpaläolithische und mesolithische Freilandstation. | D-3-6642-0028 |      |
| Hocha (Standort) | Spätpaläolithische und mesolithische Freilandstation. | D-3-6642-0056 |      |

### Bodendenkmäler in der Gemarkung Höll
| Lage            | Objekt                                                | Akten-Nr.     | Bild |
| --------------- | ----------------------------------------------------- | ------------- | ---- |
| Höll (Standort) | Mesolithische Freilandstation.                        | D-3-6542-0002 |      |
| Höll (Standort) | Spätpaläolithische und mesolithische Freilandstation. | D-3-6542-0003 |      |

### Bodendenkmäler in der Gemarkung Katzbach
| Lage                | Objekt                                                | Akten-Nr.     | Bild           |
| ------------------- | ----------------------------------------------------- | ------------- | -------------- |
| Katzbach (Standort) | Mittelalterlicher Burgstall.                          | D-3-6642-0007 | weitere Bilder |
| Katzbach (Standort) | Mittelalterliche und frühneuzeitliche Wüstung Hoener. | D-3-6642-0075 |                |

### Bodendenkmäler in der Gemarkung Rannersdorf
| Lage                   | Objekt                                                | Akten-Nr.     | Bild |
| ---------------------- | ----------------------------------------------------- | ------------- | ---- |
| Rannersdorf (Standort) | Spätpaläolithische und mesolithische Freilandstation. | D-3-6641-0055 |      |
| Rannersdorf (Standort) | Spätpaläolithische und mesolithische Freilandstation. | D-3-6641-0163 |      |

### Bodendenkmäler in der Gemarkung Schäferei
| Lage                 | Objekt                                                                          | Akten-Nr.     | Bild |
| -------------------- | ------------------------------------------------------------------------------- | ------------- | ---- |
| Schäferei (Standort) | Mesolithische Freilandstation.                                                  | D-3-6542-0001 |      |
| Schäferei (Standort) | Spätpaläolithische und mesolithische Freilandstation, mittelalterliche Wüstung. | D-3-6642-0012 |      |

### Bodendenkmäler in der Gemarkung Sinzendorf
| Lage                  | Objekt | Akten-Nr.     | Bild |
| --------------------- | --- | ------------- | ---- |
| Sinzendorf (Standort) | Mittelalterlicher Burgstall, archäologische Befunde der abgegangenen spätmittelalterlichen Wallfahrtskirche St. Leonhard auf dem Bleschenberg. | D-3-6641-0066 |      |

### Bodendenkmäler in der Gemarkung Waldmünchen
| Lage                   | Objekt | Akten-Nr.     | Bild |
| ---------------------- | --- | ------------- | ---- |
| Waldmünchen (Standort) | Archäologische Befunde im Bereich der mittelalterlichen Burg, des frühneuzeitlichen Pflegschlosses und der abgegangenen mittelalterlichen und frühneuzeitlichen Kirche St. Magdalena in Waldmünchen. | D-3-6642-0015 |      |
| Waldmünchen (Standort) | Archäologische Befunde des Mittelalters und der frühen Neuzeit in der historischen Altstadt von Waldmünchen.                                                                                         | D-3-6642-0016 |      |
| Waldmünchen (Standort) | Mesolithische Freilandstation, Siedlungen der Jungsteinzeit, der Latènezeit und des Früh- bis Hochmittelalters.                                                                                      | D-3-6642-0019 |      |
| Waldmünchen (Standort) | Mesolithische Freilandstation. | D-3-6642-0020 |      |
| Waldmünchen (Standort) | Spätpaläolithische und mesolithische Freilandstation. | D-3-6642-0021 |      |
| Waldmünchen (Standort) | Mesolithische Freilandstation, vorgeschichtliche Siedlung. | D-3-6642-0022 |      |
| Waldmünchen (Standort) | Mesolithische Freilandstation, vorgeschichtliche Siedlung. | D-3-6642-0023 |      |
| Waldmünchen (Standort) | Mesolithische Freilandstation. | D-3-6642-0024 |      |
| Waldmünchen (Standort) | Archäologische Befunde des Mittelalters und der frühen Neuzeit im Bereich der Stadtpfarrkirche St. Stephan in Waldmünchen, darunter die Spuren von Vorgängerbauten bzw. älterer Bauphasen.           | D-3-6642-0051 |      |
| Waldmünchen (Standort) | Archäologische Befunde des Mittelalters und der frühen Neuzeit im Bereich der ehemalige Allerheiligenkirche in Waldmünchen.                                                                          | D-3-6642-0052 |      |
| Waldmünchen (Standort) | Archäologische Befunde der abgegangenen frühneuzeitlichen Kapelle Hl. Dreifaltigkeit in Waldmünchen.                                                                                                 | D-3-6642-0053 |      |
| Waldmünchen (Standort) | Archäologische Befunde des abgegangenen frühneuzeitlichen Hammerschlosses und des spätmittelalterlichen bzw. frühneuzeitlichen Eisenhammers von Waldmünchen.                                         | D-3-6642-0054 |      |
| Waldmünchen (Standort) | Archäologische Befunde der mittelalterlichen und frühneuzeitlichen Stadtbefestigung von Waldmünchen.                                                                                                 | D-3-6642-0055 |      |